# Parisgeschütz
Il Parisgeschütz (tedesco: cannone di Parigi) era il nome di un pezzo di artiglieria con il quale i tedeschi bombardarono Parigi durante la prima guerra mondiale, dal marzo all'agosto del 1918. Quando fu usato per la prima volta i parigini credettero di essere bombardati da un dirigibile, non sentendo il rumore di aeroplani o cannoni. Fu il più grande cannone utilizzato nel corso del conflitto.
Denominato ufficialmente Cannone del Kaiser Guglielmo (Kaiser Wilhelm Geschütz), viene spesso confuso con la Grande Berta, il cannone usato dai tedeschi contro i forti di Liegi nel 1914 (e infatti gli alleati lo chiamavano allo stesso modo), o con il più piccolo Langer Max, da cui deriva. La celebre famiglia Krupp di industriali dell'acciaio produsse tutti e tre i cannoni, ma non vi sono altre similitudini.
Come arma non ebbe grande successo, infatti la carica esplosiva era molto piccola, la bocca da fuoco doveva essere sostituita regolarmente e l'accuratezza era sufficiente soltanto per bersagli delle dimensioni di una città. Tuttavia l'obiettivo dei tedeschi era quello di costruire un'arma psicologica per intaccare il morale dei parigini, non per distruggere la città.
Costituì in seguito l'ispirazione di Gerald Bull per il suo testo sull'artiglieria avanzata; l'autore raccolse notizie sulla storia del Parisgeschütz e pubblicò un libro su di esso.

## Descrizione

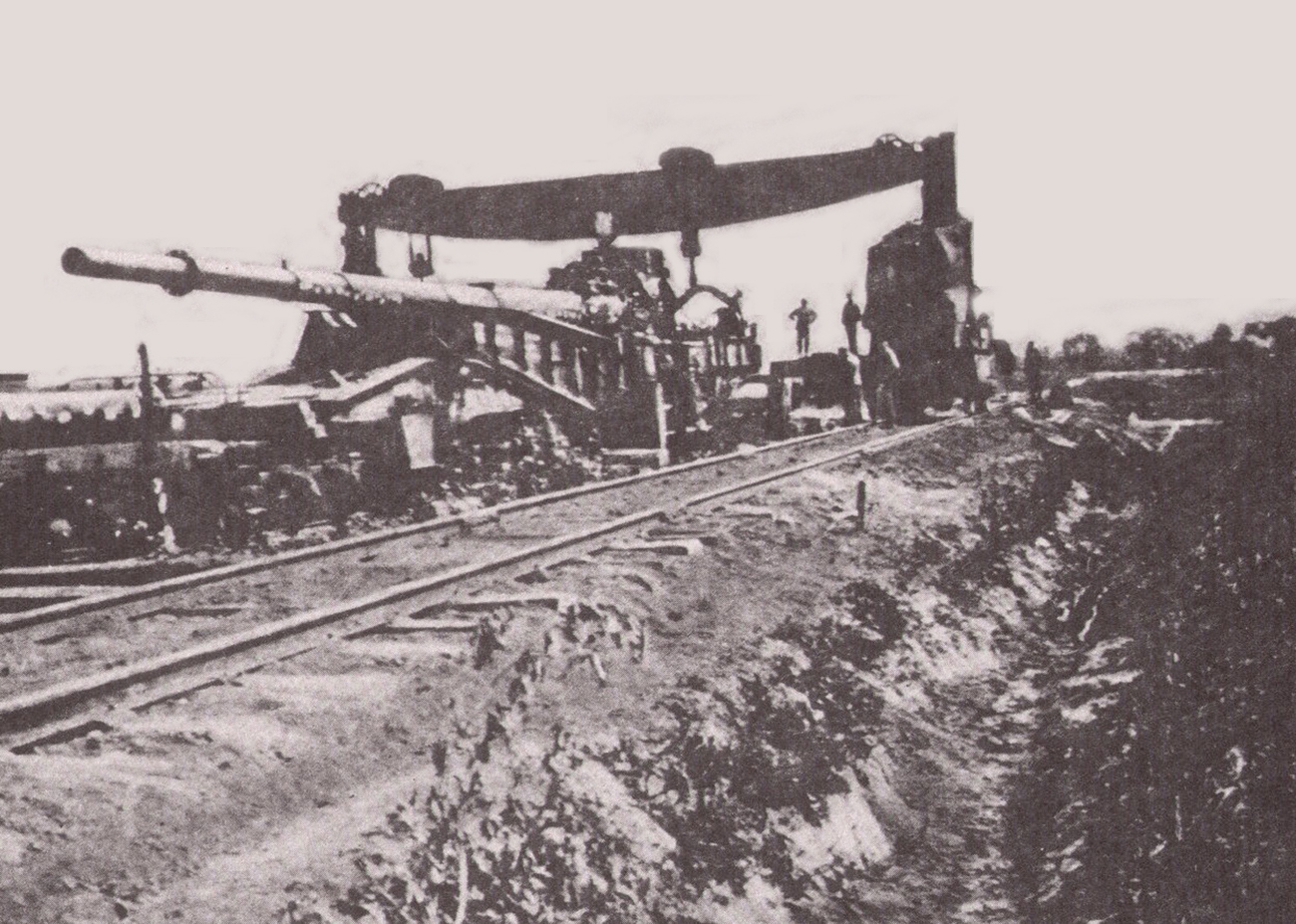
l'obice durante la fase di montaggio.

Il Parisgeschütz era un cannone (alzo massimo 55º) 210/176 le cui prestazioni esatte sono sconosciute a causa della sua distruzione da parte dei tedeschi durante l'offensiva dell'Intesa del 1918.
Furono costruite 7 bocche da fuoco complete e messi in batteria in tutto tre obici che si stima abbiano sparato circa 800 proietti tra il 23 marzo e l'8 agosto del 1918.
Il munizionamento era costituito da un proiettile da 106 kg (di cui 7 di carica esplosiva) che raggiungeva una distanza di 130 km in 182 secondi con una velocità al vivo di volata di 1.640 m/s (5 volte la velocità del suono) ed un alzo di 55º per prolungare in "secondo arco" la traiettoria nella stratosfera, aerodinamicamente meno resistente (fino a 42,3 km di quota, la massima altitudine raggiunta da un proietto costruito dall'uomo fino al primo test di volo del V2 nell'ottobre 1942).
L'obice pesava 256 tonnellate, veniva trasportato smontato su rotaie posate appositamente sino a destinazione e poi montato su piattaforme di calcestruzzo gettato in casseforme d'acciaio la cui realizzazione impiegava circa 3 settimane. La bocca da fuoco di 37 metri era composta da una da 17.130 mm di diametro interno 380 mm del 38 cm SK L/45 in dotazione alla marina in cui era inserita una canna di 21 metri di calibro 210 mm che, sporgendo di 3.900 mm, richiese un prolungamento flangiato di egual misura cui veniva aggiunto un ulteriore prolungamento di bocca da fuoco liscia di 6 metri avente lo scopo di ridurre il beccheggio del proietto e quindi l'erraticità del suo disallineamento assiale dalla traiettoria impostata.
In origine concepito come arma navale, l'obice veniva manovrato da 80 marinai della Kaiserliche Marine, comandati da un ammiraglio. Era circondato da molteplici batterie di artiglieria convenzionale, per creare un "muro di rumore" attorno ad esso, cosicché non potesse essere localizzato da francesi e britannici. I proietti erano lanciati a tale velocità che ogni colpo erodeva una considerevole quantità di acciaio dalla rigatura della bocca da fuoco; dunque ogni proietto era numerato a seconda del diametro ed era necessario spararli in ordine numerico, per evitare che l'obice s'inceppasse ed esplodesse. Infatti dopo 65 colpi sparati la canna aveva un diametro utile di 240 mm il che significa che a ogni colpo sparato la rigatura della canna veniva erosa mediamente per un diametro di 0,46 mm.
Il Parisgeschütz era il pezzo di artiglieria più grande dell'epoca ma fu superato in ogni aspetto dallo Schwerer Gustav nella seconda guerra mondiale. Il non terminato V-3 sarebbe stato di dimensioni ancora maggiori.

## Impiego
Gli obici sparavano dalla foresta di Crépy e vennero usati per bombardare Parigi da una distanza di 120 chilometri. Il primo proiettile atterrò sulla città alle 7:18 del 23 marzo 1918. Soltanto quando furono raccolti abbastanza frammenti fu possibile determinare che si trattava di un proietto.
A queste distanze la forza di Coriolis (dovuta alla rotazione della Terra), effetto che influenza il moto di tutti i proietti e di cui occorre sempre tenere conto nei calcoli di tiro con gittata lunga, produce effetti di particolare rilievo. Infatti gli artiglieri dell'obice dovevano considerare che il proietto sarebbe atterrato 393 metri più vicino e 1.343 metri più a destra di dove sarebbe atterrato senza considerare tale effetto.
In totale furono sparati tra i 320 ed i 367 proietti, uccidendo 250 persone, ferendone 620 e causando considerevole danno alla città. In un giorno sereno potevano venire sparati 20 proietti.
Nell'agosto del 1918 l'obice fu riportato in Germania, dato che l'avanzata dell'Intesa ne metteva a rischio la sicurezza. L'obice non fu mai individuato dalle forze dell'Intesa; si pensa che alla fine della guerra sia stato completamente distrutto dai tedeschi. Gli americani rinvennero una base di ricambio presso Château-Thierry ma null'altro. La teoria secondo la quale la canna sarebbe stata posizionata verticalmente nella Ruhr e circondata da mattoni per camuffarla da ciminiera viene considerata una leggenda metropolitana.